# Маслюкові (гриби)
Маслюкові (Suillaceae) — родина базидіомікотових грибів порядку болетальні (Boletales).

## Класифікація
Станом на 2008 рік родина включала 54 види у трьох родах:
- Psiloboletinus
- Маслюк (Suillus)
- Truncocolumella